# Bilenke (oblast de Donetsk)
Belenkoïe
Bilenke (ukrainien : Біленьке) ou Belenkoïe (russe : Беленькое), « la petite blanche », est une localité dépendante du conseil municipal de Kramatorsk et du raïon de Kramatorsk, et se situant dans l’oblast de Donetsk, en Ukraine.

## Géographie
La localité se trouve dans la périphérie nord de la ville de Kramatorsk. Elle est limitrophe de la commune urbaine de Iasnohirka, sur l'autre rive de la Kazenny Torets. Elle est située au bord de la petite rivière Bilenka, affluente de rive droite de la rivière Kazenny Torets, puis du Donets, dans le bassin hydrographique du fleuve Don.

## Historique
Le 29 juillet 2022, lors de l’invasion de l’Ukraine par la Russie, un bombardement russe atteint le village causant des pertes.